# St Andrew’s Cathedral (Glasgow)

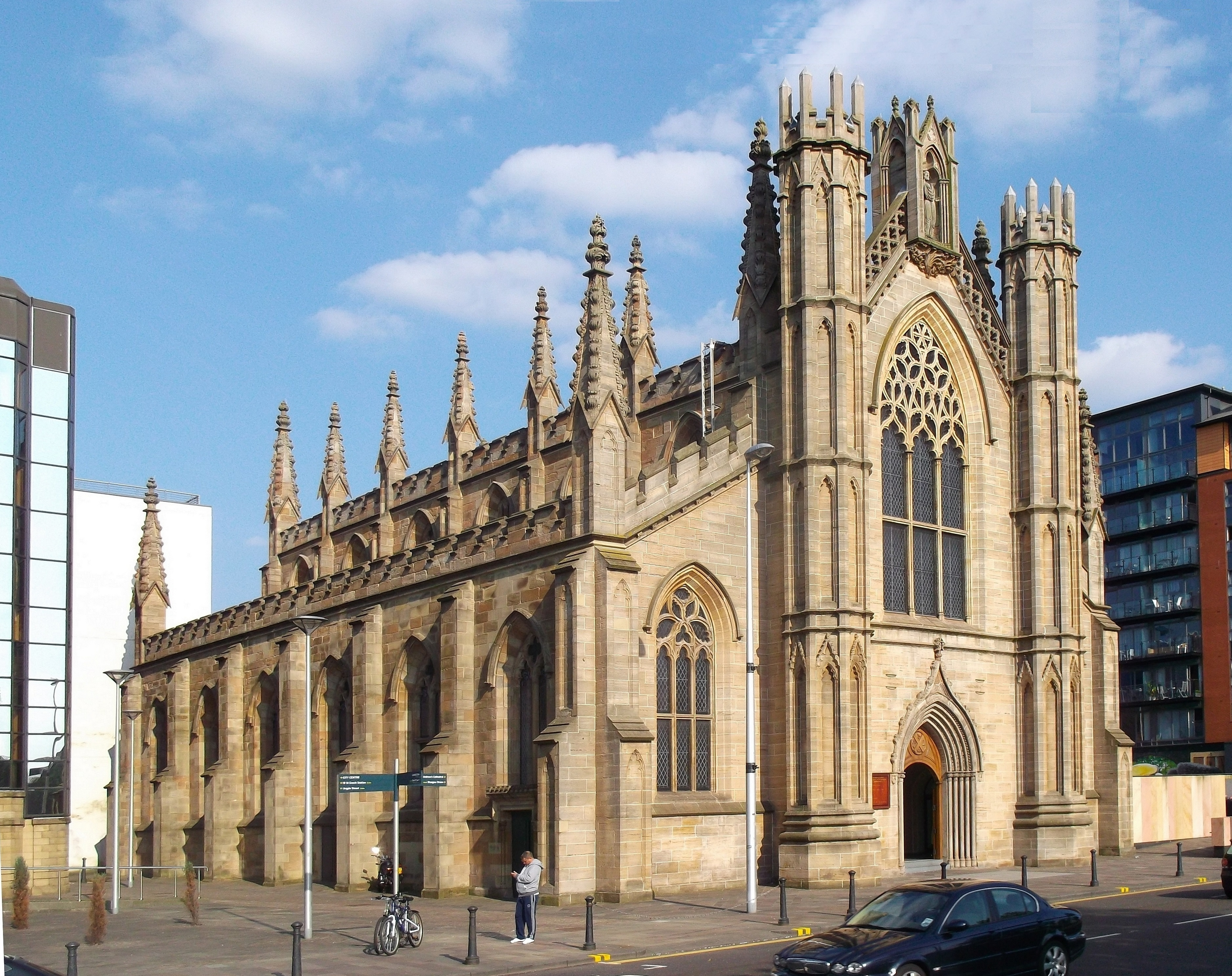
St. Andrew’s Cathedral

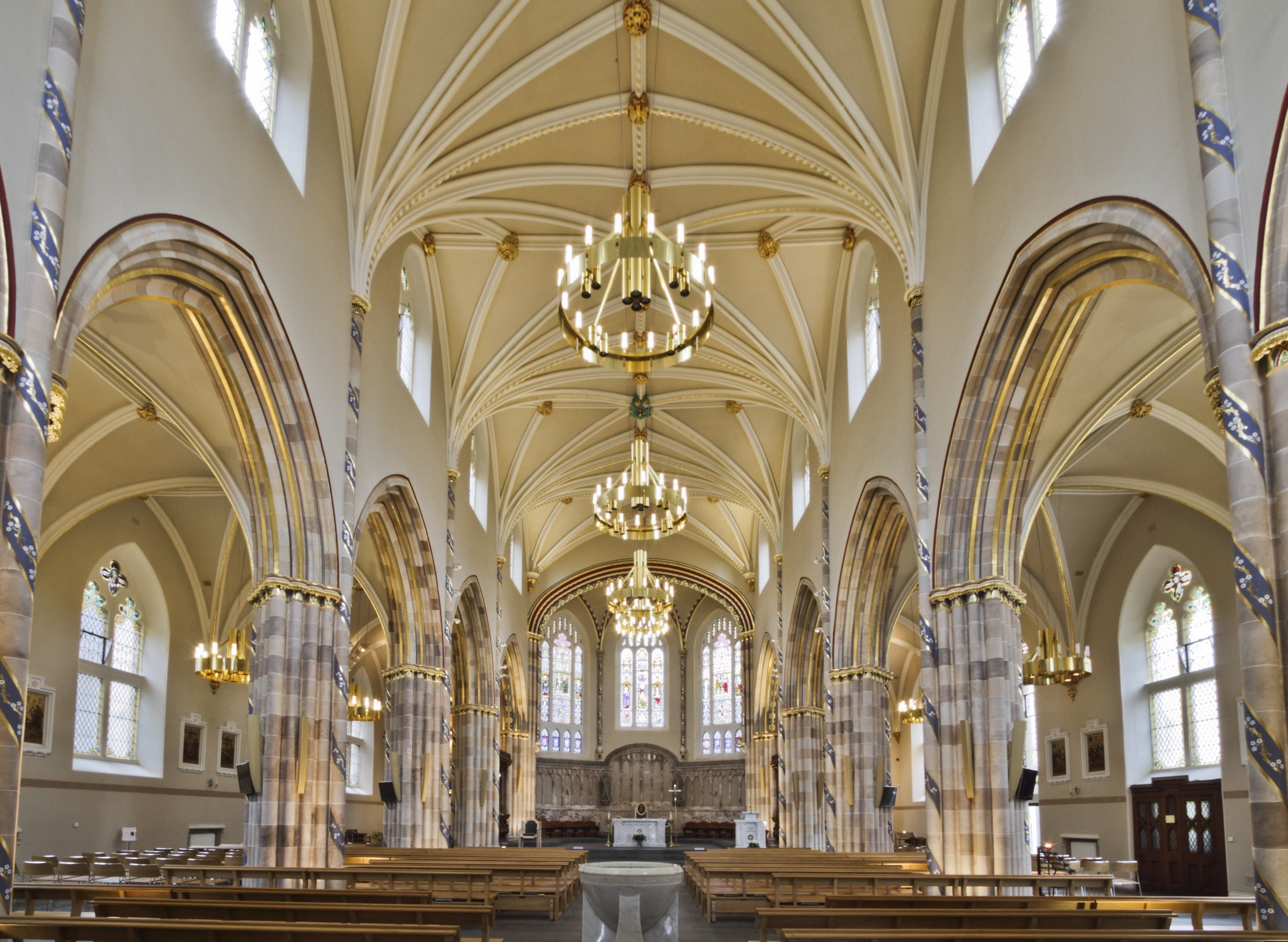
Inneres

St Andrew’s Roman Catholic Cathedral (auch Saint Andrew’s Metropolitan Cathedral oder Metropolitan Cathedral of Saint Andrew genannt) ist eine römisch-katholische Kathedrale in Glasgow. Sie liegt in der Clyde Street am Nordufer des Flusses Clyde. Sie ist der Sitz der Erzdiözese und des Erzbischofs von Glasgow. 2019 wurde die St Andrew’s Cathedral von rund 55.000 Personen besucht.

## Geschichte
Aufgrund der Reformation in Großbritannien gab es in Glasgow bis in die Mitte des 18. Jahrhunderts hinein fast keine Katholiken. Bis 1778 war der Bau von katholischen Kirchen verboten. Dies änderte sich mit der industriellen Revolution, die viele katholische Arbeiter aus Irland nach Glasgow lockte. Im Jahr 1805 ergriff Frater Andrew Scott die Initiative zum Neubau einer Kirche für die wachsende Zahl von Katholiken in Glasgow. Mit der Planung beauftragt wurde der Architekt James Gillespie Graham, der die Kirche im neugotischen Stil entwarf. Die Grundsteinlegung erfolgte im Juni 1814, die Fertigstellung am 22. Dezember 1816. Die Kirche erhielt den Namen des Apostels Andreas in Anknüpfung an die untergegangene St Andrews Cathedral und das alte Patrozinium des Apostels über Schottland. 
Der Bau der neuen Kirche wurde von der damals in Großbritannien weit verbreiteten feindseligen Stimmung gegenüber der römisch-katholischen Kirche überschattet. Mehrfach wurden Teile des Neubaus nachts von Gegnern des Katholizismus zerstört, so dass die Baustelle bewacht werden musste. Die Übergriffe bewirkten andererseits aber auch ein erhöhtes Spendenaufkommen, so dass der Kirchenbau trotz der nächtlichen Zerstörungen in der geplanten Zeit fertiggestellt werden konnte. 1884 wurde Saint Andrew’s Sitz der wiedererrichteten Erzdiözese Glasgow, die seit dem Mittelalter nicht mehr bestanden hatte. Dementsprechend wurde die Kirche 1889 zur Kathedrale erhoben.

## Orgel
Die Orgel wurde 1981 von dem Orgelbauer Michael McDonald in St. Andrew’s installiert. Das Instrument war 1903 von der Orgelbaufirma Henry Willis & Sons für die ehemalige Congregational Church erbaut worden. Das Instrument hat 31 Register auf drei Manualen und Pedal. Seit der Renovierung der Kathedrale in den Jahren 2009 und 2010 ist die Orgel eingelagert.
| I Choir Organ C–g3 |    |
| Hohl Flute         | 8′ |
| Gamba              | 8′ |
| Dulciana           | 8′ |
| Flute Harmonique   | 4′ |
| Piccolo            | 2′ |
| Corno Di Bassetto  | 8′ |

| II Great Organ C–g3 |     |
| Double Diapason     | 16′ |
| Open Diapason No.1  | 8′  |
| Open Diapason No.2  | 8′  |
| Clarabel Flute      | 8′  |
| Principal           | 4′  |
| Harmonic Flute      | 4′  |
| Fifteenth           | 2′  |
| Mixture III         |     |
| Trumpet             | 8′  |
| Clarion             | 4′  |

| III Swell Organ C–g3 |     |
| Lieblich Bourdon     | 16′ |
| Open Diapason        | 8′  |
| Lieblich Gedact      | 8′  |
| Salicional           | 8′  |
| Vox Angelica         | 8′  |
| Gemshorn             | 4′  |
| Flageolet            | 2′  |
| Hautboy              | 8′  |
| Cornopean            | 8'  |
| Clarion              | 4′  |

| Pedal Organ C–f1 |     |
| Open Diapason    | 32′ |
| Open Diapason    | 16′ |
| Bourdon          | 16′ |
| Octave           | 8′  |
| Flute Bass       | 8′  |

## Mahnmal
Am 2. Juli 2010 wurde neben der Kirche eine große Gedenkstätte für die Versenkung der Arandora Star am 2. Juli 1940 eingeweiht.